# 1314 هـ
1314 هـ هي سنة في التقويم الهجري امتدت مقابلةً في التقويم الميلادي بين سنتي 1896 و1897.

## أحداث
- قتل أمير الكويت محمد بن صباح الصباح على يد مبارك الصباح.
- مبايعة مبارك الصباح أميرا ل الكويت.
- تصغر مساحة الدولة العثمانية من الجهة الأوروبية.

## مواليد
- الملا سالم الحسينان
- أبو القاسم الإبراهيمي
- أحمد متين دفتري
- جعفر آل محبوبه
- عبد الله العثمان
- عباس إقبال الآشتياني
- عبد الرحمن تاج
- عبد العزيز بن عبد الرحمن بن ماجد
- فكري ياسين
- مبشر الطرازي
- محمد سعيد الجليلي
- محمد شفيع الديوبندي
- محمد مرعي الأمين الأنطاكي
- ورنر كاسكل

## وفيات
- خليل بك الأسعد
- شاكر شقير
- عبد الله النديم
- علي آل حيدر
- محمد حسين بن عبد الرحيم النائيني
- إبراهيم بن محمد اللبابيدي
- راكان بن فلاح بن حثلين
- سليمان فائق